# Pratoni del Vivaro
Pratoni del Vivaro är en platå och frazione i kommunerna Rocca di Papa och Velletri inom storstadsregionen Rom i regionen Lazio i Italien. 
Pratoni del Vivaro är beläget i Colli Albani.

### Webbkällor
- ”History, legend and beauty in Pratoni del Vivaro” (på italienska). Italian Ways. Arkiverad från originalet den 28 januari 2020. https://archive.today/20200128115213/https://www.italianways.com/history-legend-and-beauty-in-pratoni-del-vivaro/. Läst 28 januari 2020.